# Charles de Bourbon-Lavedan
Charles, bâtard de Bourbon, dit « Charles de Bourbon-Lavedan », né vers 1470 et mort le 8 septembre 1502, est un fils illégitime de Jean II de Bourbon et de Jeanne Louise d'Albret, il est à l'origine de la branche illégitime de Bourbon-Lavedan.

## Biographie
Charles de Bourbon-Lavedan serait né vers 1470, fils illégitime de Jean, alors comte de Clermont, héritier de Charles Ier duc de Bourbon, et de Louise d'Albret, dame d'Estouteville par son mari Jacques.
Son père lui donna par lettres du mois d'août 1486, les terres de La Chaussée, d'Estain et de Bouconville en Barrois (fiefs donnés à Jean de Clermont par René d'Anjou duc de Bar), auxquelles son oncle le duc Pierre de Bourbon ajouta la baronnie de Chaudes-Aigues par lettres du 2 mars 1490. Il acquit par le mariage qu'il avait contracté avec Louise du Lion le 21 février 1489, les baronnies de Malause-en-Quercy et de Barbazan, ainsi que la vicomté de Lavedan et les Quatre Vallées : les vallées d'Aure, Barousse, Neste, et Magnoac.
Au printemps 1488, en pleine Guerre folle, il est fait prisonnier lorsque Louis d'Orléans prit la ville de Vannes. En 1491, il obtint le commandement d'une compagnie de gendarmes en vue de l'expédition de Charles VIII en Italie.
Il était sénéchal de Toulouse dès 1493 et fit, en cette année, une distribution de soupe aux pauvres de Toulouse en l'honneur de la saint Louis. Il fut aussi sénéchal d'Albigeois, capitaine de Busset, puis maréchal et sénéchal de Bourbonnais, après que Pierre II de Bourbon l'a nommé par lettres du 12 septembre 1499. Après sa mort, cette charge sera d'ailleurs donnée à son frère aîné, Mathieu de Bourbon. Charles de Bourbon-Lavedan était aussi conseiller et chambellan du roi.
Il est décédé le 8 septembre 1502.

## Descendance
De son mariage avec Louise du Lion, vicomtesse de Lavedan et dame des Quatre Vallées : les vallées d'Aure, Barousse, Neste et Magnoac, baronne de Malause-en-Quercy et de Barbazan, décédée après 25 février 1505, il eut :
- Hector de Bourbon (?-1525), 2e vicomte de Lavedan, tué à la bataille de Pavie ou mort emprisonné à Pavie, marié à Renée (ou Aymée) d'Anjou, fille d'Antoinette de Chabannes-Dammartin (arrière-petite-fille de Louis XI) et de René d'Anjou-Mézières baron de Mézières — fils de Louis d'Anjou-Mézières et petit-fils de Charles d'Anjou-Maine ; Renée était sœur de Nicolas d'Anjou-Mézières (père de Renée d'Anjou, duchesse de Montpensier), d'Antoinette qui suit, et de Françoise comtesse de Dammartin ; sans postérité ;
- Jean de Bourbon (?-1549), 3e vicomte de Lavedan, gouverneur de Navarre, marié 1° en 1529 à Antoinette d'Anjou, fille de René d'Anjou, Baron de Mézières, puis 2° en 1539 à Françoise de Silly (?-1571 ; fille d'Aimée Motier de La Fayette, dame de Laigle, et de son mari François de Silly-Longray — frère de Jacques de Silly, évêque de Sées, abbé de St-Pierre et de Cerisy — branche aînée des de Silly, famille normande du Cotentin dont la branche cadette était constituée par les Silly-La Roche-Guyon, dont postérité : la branche des vicomtes de Lavedan et Henri de Bourbon (1544-1611) et la branche des barons et marquises de Malause de la Maison de Bourbon-Lavedan ;
- Jacques de Bourbon, protonotaire du Saint-Siège ;
- Gaston de Bourbon (?-1555 ou après), 1er baron de Basian, marié en 1534 à Suzanne du Puy (?-ap. 1578), Dame de Parentis et d'Audenge, dont postérité, la branche des barons de Basian de la Maison de Bourbon-Lavedan.

## Armoiries
| Blason | Blasonnement : D'argent à la bande d'azur semée de fleurs de lys d'or, filet de gueules régnant sur le tout. Commentaires : Ces armoiries sont les mêmes que Mathieu le Grand bâtard de Bourbon. |